# Raión de Chervonohrad
El raión de Sheptitski (en ucraniano: Шептицький район) es un raión de Ucrania perteneciente a la óblast de Leópolis. Se ubica en el norte de la óblast y es fronterizo al oeste con Polonia. Su capital es la ciudad de Sheptitski.
El raión fue creado en la reforma territorial de 2020 mediante la fusión de la hasta entonces ciudad de importancia regional de Sheptitski con los hasta entonces raiones de Radéjiv y Sokal y una pequeña parte del norte del raión de Kamianka-Buzka.
En 2021 tenía una población estimada de 228 945 habitantes.

## Subdivisiones
Tras la reforma territorial de 2020, el raión incluye siete municipios: las ciudades de Sheptitski (la capital), Belz, Radéjiv, Sokal y Velyki Mosty y los asentamientos de tipo urbano de Dobrótvir y Lopatyn.